# Hoppál Bulcsú
Bulcsú Kál Hoppál, född 24 september 1974, är en ungersk teolog och filosof. Han har skrivit flera böcker och även regisserat ett flertal filmer.

## Filmografi
Hoppál har medverkat i följande produktioner:
- …s mondják neki, csángó… (med Péter Csabá Kocsis); regissör, 2005. Presenterad vid: Magyarkanizsa, Cnesa Kulturális Központ (SCG)
- …visszafelé csak az Isten tudja… Gyón – 1956 (med Péter Csabá Kocsis); director, 2006. (med stöd av Hungarian Historical Film Foundation); MADE Festival 2006, vinnare.
- …jó volt, hogy volt… Magyarfalusi Napok 2006., co-director. Subregional and Small Community Television, IX. Film Festival in memory of Geza Radvanyi: vinnare; Folk art film festival, 2007; Rákóczifalva, 2007: 3:e plats). Med Péter Csabával Kocsis.
- Gáborok, dokumentär, regissör. IV. National Independent Documentary History Review 2008: winner.
- Volt az a pár nap…, regissör. Med stöd av Újbuda XI. kerületi Önkormányzat.
- Szadduceus (med Dániel Havasi), regissör, 2009. Faludi Akadémia "Csoda" Film Festival: vinnare.
- Tamási, 1956 (med Dániel Havasi and András K. Németh), director, 2010.
- Cigányok az 1956-os forradalomban [Gypsies of the 1956 Revolution]. (med Dániel Havasi), regi och manuskript, 2011.